# Amansieae
Amansieae, tribus crvenih algi, dio porodice Rhodomelaceae. Postoji 15 priznatih rodova sa 61 vrstom

## Rodovi
1. Adamsiella L.E.Phillips & W.A.Nelson
2. Amansia J.V.Lamouroux
3. Aneurianna L.E.Phillips
4. Enantiocladia Falkenberg
5. Epiglossum Kützing
6. Halopithys Kützing
7. Kentrophora S.M.Wilson & Kraft
8. Kuetzingia Sonder
9. Lenormandia Sonder
10. Nanopera S.M.Wilson & G.T.Kraft
11. Neurymenia J.Agardh
12. Osmundaria J.V.Lamouroux
13. Protokuetzingia Falkenberg
14. Rytiphlaea C.Agardh
15. Vidalia J.V.Lamouroux ex J.Agardh

### Nekadašnji rodovi i sinonimi
- Aneuria (J.Agardh) Weber Bosse, 1911, nom. illeg. = Lenormandiopsis, = Lenormandia Sonder, 1845, nom. cons.
- Spirhymenia Decaisne, 1841 = Osmundaria J.V.Lamouroux, 1813
- Volubilaria J.V.Lamououx, 1830, nom. rejic. = Osmundaria J.V.Lamouroux, 1813